# 기원전 13세기
기원전 13세기는 기원전 1300년부터 기원전 1201년까지를 말한다.

## 주요 사건
- 기원전 1300년 - 중국 상나라의 반경(盤庚)이 은허로 천도함.
- 기원전 1304년 - 이집트 제18왕조 멸망하고, 이집트 제19왕조 건설됨.

## 년대와 년도
| 기원전 1300년대 | 전1309 | 전1308 | 전1307 | 전1306 | 전1305 | 전1304 | 전1303 | 전1302 | 전1301 | 전1300 |
| 기원전 1290년대 | 전1299 | 전1298 | 전1297 | 전1296 | 전1295 | 전1294 | 전1293 | 전1292 | 전1291 | 전1290 |
| 기원전 1280년대 | 전1289 | 전1288 | 전1287 | 전1286 | 전1285 | 전1284 | 전1283 | 전1282 | 전1281 | 전1280 |
| 기원전 1270년대 | 전1279 | 전1278 | 전1277 | 전1276 | 전1275 | 전1274 | 전1273 | 전1272 | 전1271 | 전1270 |
| 기원전 1260년대 | 전1269 | 전1268 | 전1267 | 전1266 | 전1265 | 전1264 | 전1263 | 전1262 | 전1261 | 전1260 |
| 기원전 1250년대 | 전1259 | 전1258 | 전1257 | 전1256 | 전1255 | 전1254 | 전1253 | 전1252 | 전1251 | 전1250 |
| 기원전 1240년대 | 전1249 | 전1248 | 전1247 | 전1246 | 전1245 | 전1244 | 전1243 | 전1242 | 전1241 | 전1240 |
| 기원전 1230년대 | 전1239 | 전1238 | 전1237 | 전1236 | 전1235 | 전1234 | 전1233 | 전1232 | 전1231 | 전1230 |
| 기원전 1220년대 | 전1229 | 전1228 | 전1227 | 전1226 | 전1225 | 전1224 | 전1223 | 전1222 | 전1221 | 전1220 |
| 기원전 1210년대 | 전1219 | 전1218 | 전1217 | 전1216 | 전1215 | 전1214 | 전1213 | 전1212 | 전1211 | 전1210 |
| 기원전 1200년대 | 전1209 | 전1208 | 전1207 | 전1206 | 전1205 | 전1204 | 전1203 | 전1202 | 전1201 | 전1200 |
| 기원전 1190년대 | 전1199 | 전1198 | 전1197 | 전1196 | 전1195 | 전1194 | 전1193 | 전1192 | 전1191 | 전1190 |